# O Palhaço, Deserto
O Palhaço, Deserto é um filme de drama brasileiro de 2021, dirigido e escrito por Patrícia Lobo. O filme teve sua estreia internacional no Marché Du Filme, no Festival de Cannes 2021 e foi lançado em circuito brasileiro 02 de setembro de 2021. O filme segue em distribuição internacional pela distribuidora americana Bowery Media nos Estados Unidos, Europa e Ásia.

## Sinopse
A história é sobre Cidadão (Paulo Jordão), que após 40 anos exercendo a profissão de palhaço, se aposenta e vive seu primeiro dia como aposentado. Porém, tem dificuldade em aceitar a nova situação e vendo a falta de dinheiro e perspectivas, começa a se preocupar mais pelo prazer do que com suas obrigações. Pradinho (André Ceccato) é totalmente seu oposto em personalidade, e tenta incentivar o protagonista a passar por cima dos medo e de suas incertezas para não ‘morrer’ para sua própria vida.

## Elenco
- Paulo Jordão como Cidadão
- André Ceccato como Pradinho
- Aline Abovsky como Judith
- Debora Sttér como Júlia
- Ana Andreatta como Roseli
- Adriane Gomes como Amanda
- Joaquim Lino como Rômulo
- Ailton Rosa como Francisco
- Wally Wilde como João
- Marcos Amaral como Léo
- Sergio Nunes como Luiz

## Produção
Foi produzido pela pLobo produções e distribuído no Brasil pela Bretz Filmes e em Portugal pela Filmesdamente. e as filmagens ocorreram em 2019, na cidade de São Paulo. A direção de fotografia é assinada por Regiane Tosatti e o figurino foi feito por Dani Tereza Arruda, que também assina a direção de arte, que traz especialmente para as cenas do baile de Carnaval uma homenagem aos personagens e lendas mais icônicos da cultura e do folclore brasileiro: Sambista, Pai de Santo, Jeca Tatú, Caboclo de Lança, Macunaíma, Iemanjá, Sereia Iara, Dançarina de Carimbó e Cirandeira.

## Trilha sonora
Foram gravados 40 instrumentos musicais - hang, tambores, guitarras, baixos, bateria, teclados, latas e percussão -, com o objetivo de criar a atmosfera idealque a narrativa exigia, incluindo camadas de apreensão e dramaticidade. Sob o comando do músico e produtor musical Kuki Stolarski (Zeca Baleiro, Funk Como Le Gusta e Karnak), a trilha também contou com composições inéditas do pianista John Larson e do belga radicado na França Marc Lejeune (Circus Marcus) , a mixagem de Sergio Fouad. As canções compostas para o filme foram inspiradas na música regional-popular brasileira, as quais exploram ritmos como Samba, Forró, Maracatu e Carimbó.

## Lançamentos
O longa-metragem teve sua primeira exibição mundial em julho de 2021, no Marché Du Film, Festival de Cannes 2021. O filme entrou em cartaz no circuito comercial brasileiro, no dia 02 de setembro, nas cidades de São Paulo, Rio de Janeiro, Brasília, Belém do Pará e Manaus. Estreia em Portugal em setembro.

## Indicações e Seleções
Foi selecionado no Festival Sesc Melhores Filmes  e indicado para várias categorias no Grande Prêmio do Cinema Brasileiro 2022.